# Stade René Serge Nabajoth
Das Stade René Serge Nabajoth ist ein Mehrzweckstadion der Gemeinde Les Abymes im französischen Übersee-Département Guadeloupe. Es bietet 7500 Zuschauern Platz. Seinen Namen trägt es nach einem früheren Bürgermeister der Gemeinde aus dem Jahre 1995. Der Komplex wird vor allem für Fußballspiele genutzt, aber auch Veranstaltungen aus Kultur und Politik finden dort statt.
Im August 2008 ordnete die Präfektur die Schließung an, weil die Anlage nicht mehr den Anforderungen entspräche. Zur zweiten Qualifikationsrunde der Fußball-Karibikmeisterschaft 2008 wurde das Stadion im Oktober 2008 aber wieder geöffnet.